# 에후드 올메르트
에후드 올메르트(히브리어: אהוד אולמרט, IPA: [ɛˈhud ˈolmeʁt], 1945년 9월 30일 ~ )는 이스라엘의 정치인이자, 카디마 소속으로 2006년 5월 4일부터 2009년 3월 31일까지 총리로 재직하였다.

## 어린 시절
당시 영국령 팔레스타인의 일부이자, 현재의 이스라엘 비냐미나에서 태어났다. 그의 부친도 크네세트(이스라엘 국회)의 의원이었다.
올메르트는 이스라엘 육군에 복무하였고, 후에 육군 기자가 되었다. 예루살렘의 히브리 대학교에서 법학을 전공하여 석사를 취득하였다.

## 정치 경력
1973년 크네세트에 선출되면서 리쿠드에 입당하여 국회의원이 되었다. 이츠하크 샤미르 정권 아래에서 여러 부처의 장관을 맡았으며, 1988년부터 1990년까지 소수민족 정책을 위한 무임소 장관을 지내고, 1990년부터 1992년까지 보건부 장관을 지냈다.
1993년부터 2003년까지 예루살렘 시장으로 재직했다. 그 후에 아리엘 샤론 정권의 부총리 자리에 오르면서, 통신부 장관 및 재무장관을 겸임하기도 하였다. 그는 1967년 이래 이스라엘이 차지한 지중해 해안 지역 가자 지구로부터 군인과 정착자들을 철수시키는 데 시사한 첫 이스라엘 장관들 중의 하나였다.
2005년 말에 많은 리쿠드 당원들이 샤론 총리의 가자 지구로부터 철수 계획을 반대하자, 샤론 총리는 리쿠드를 탈당하고 카디마를 창당하면서 올메르트도 카디마로 당적을 옮겼다. 가자로부터 철수가 완료되었으며 이듬해 초에 샤론 총리가 건강이 악화되어 총리직 수행이 어려워지자, 총리직을 대행하였던 올메르트는 그 해 4월 정식으로 카디마 당수와 총리직을 물려받았다.

## 총리 재임

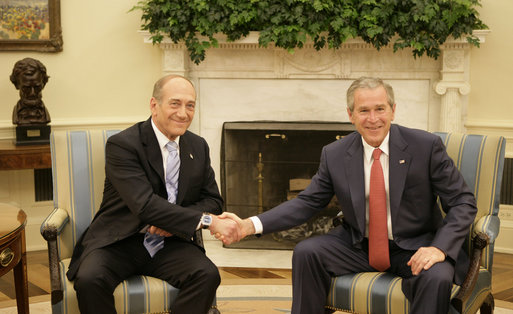
백악관에서 부시 대통령과 함께

2006년 후순의 시작에 여러 부패 조사들을 향한 올메르트는 여러 나쁜 행위들을 부인하였다. 팔레스타인과의 평화협상을 추진하는 등 팔레스타인에 호의적인 태도를 보였으나, 국제 사회에서 제시했던 팔레스타인 독립국안에 대해서는 분명한 반대 의사를 표명했다.
이런 가운데 그는 부패 스캔들로 2008년 8월 총리직 사의를 표명하였다. 이어 9월 17일 카디마 당수로 외무장관인 치피 리브니가 선출되자 9월 21일 정식으로 총리직을 사임했다. 그러나 치피 리브니가 새 정부를 구성하지 못하여 계속 총리직을 대행했으며, 결국 리브니는 새 정부 구성에 실패하였다. 한편 그 해 말, 하마스가 선제 공격한 것을 이유로 하마스에 대한 군사 작전을 승인하여 가자 전쟁이 일어났다.
다음해 2월에 조기 총선이 시행되었고, 리쿠드 당의 베냐민 네타냐후가 연정을 구성하여 3월 31일 총리직에서 물러났다.

## 역대 선거 결과
| 선거명      | 직책명        | 대수 | 정당   | 득표율 | 득표수   | 결과 | 당락 |
| ----------- | ------------- | ---- | ------ | ------ | -------- | ---- | ---- |
| 1993년 선거 | 예루살렘 시장 | 25대 | 리쿠드 | 59.38% | 90,992표 | 1위  |      |
| 1998년 선거 | 예루살렘 시장 | 25대 | 리쿠드 | 61.00% | 97,171표 | 1위  |      |